# كراد الغنامة
كراد الغنامة كانت قرية فلسطينية تبعد 11 كيلومتر شمال شرق مدينة صفد.

## موقع القرية
تقع في الجليل الأعلى على أرض منبسطة في الطرف الجنوبي من سهل الحولة بين وادي المشيرفة ووادي وقاص وترتفع نحو 175 م عن سطح البحر.
يحد كراد الغنّامة من الشمال تليل والحسينية، ومن الشرق خربة الجلبنية، ومن الجنوب الشرقي كراد البقّارة ومن الغرب ياردا والويزية من الجنوب الغربي.

كان بها ما يزيد عن 60 بيتًا من طين وسقفت بالخشب. أراضي القرية 3.975 دونماً وتتوافر فيها الينابيع والآبار إضافة إلى مياه وادي وقاص الذي يمر غربها متجهًا إلى بحيرة الحولة. عمِل السكان بصيد الأسماك في بحيرة الحولة، وصناعة القصب التي شدوا منها الكراسي والحُصَر والسلال والأدوات المنزلية الأخرى، ومنهم من عاش من زراعة الأشجار المثمرة وتربية الماشية. كانت مساحة البحيرة الرئيسية 14 كيلو مترًا، وتمتد المستنقعات حولها على طول 60 كيلو مترًا.

## احتلال القرية
بحسب المصادر تمّ احتلال القرية في تاريخ 1948.03.16 خلال الحملة العسكرية يفتاح التابعة للكتيبة الأولى للبلماح.

## تهجير السكان
صدرت قرارات الأمم المتحدة بإعادة أهالي قريتي كراد البقارة وكراد الغنامة إلا أنهم لم يستطيعوا العودة إلى قريتيهم حتى بعد صدور قرار خاص بهم من قبل هيئة الأمم المتحدة يقضي بعودتهم.  قصة أهل البقارة والغنامة وإن كانت تشبه قصص القرى الفلسطينية الأخرى إلا أنها تختلف في تفاصيلها.
سنة النكبة تم تهجير السكان فأقاموا في منطقة المشيرفة وجسر بنات يعقوب وبعد توقيع هدنة 1949 التي رسمت الخط الأخضر عاد أهالي كراد الغنامة إلى نواحي قريتهم لوقوعها ضمن المناطق المجردة من السلاح التي تشرف عليها الأمم المتحدة، سنة 1951 هجَّرتهم إسرائيل بالقوة لثانية عام إلى قرية شعب. تدخلت الأمم المتحدة وعاد الأهالي إلى كراد الغنامة. ثم قامت إسرائيل بطردهم سنة 1956 خلال العدوان الثلاثي مرة ثالثة إلى الجولان. خلال احتلال الجولان قامت إسرائيل بترحيلهم مرة رابعة من مناطق لجوئهم في الجولان إلى الداخل السوري.

## السكان اليوم
يعيش معظم السكان اليوم في قرى شعب، الشيخ دنون، شفاعمرو داخل الخط الأخضر؛ أما في الشتات فمعظمهم في مخيم جرمانا ومخيم سبينة ومخيم اليرموك. ويصل تعدادهم اليوم إلى حوالي 4000 نسمة في سوريا؛ وأما من بقوا في البلاد فيبلغ عددهم 3000 نسمة.

## القرية اليوم
قام الإسرائيليون بهدم القرية؛ تتبعثر الأنقاض وأكوام الحجارة وبقايا المنازل في أرجاء الموقع. وما زالت مقابر في الموقع وأنشأت إسرائيل مستعمرة “إيليت هشحر” (نجمة الصبح) على أراضي كراد الغنامة.

## وصلات خارجية
- كراد الغنامة ترحب بكم